# Timo Kivimäki
Timo Antero Kivimäki (født 1962) er en finsk samfundsvidenskabelig forsker, som i 2012 blev dømt i Danmark for spionage. Kivimäki havde fra 1999 været ansat ved Københavns Universitet, fra 2010  som professor ved Det Samfundsvidenskabelige Fakultet. Københavns Universitet fyrede ham den 6. juli 2012 efter han var blevet idømt en fængselsdom på 5 måneder for spionage.
Kiwimäkis faglige speciale er fredsforskning, især med fokus på Asien. Han er i dag ansat ved University of Bath i England.
Han er uddannet samfundsvidenskabelig kandidat fra Helsinki Universitet (1985), licentiat fra samme universitet (1989) og ph.d. i international politik fra samme universitet (1993).

## Spionagedom
Efter flere års overvågning og aflytning foretaget af Politiets Efterretningstjeneste (PET), blev Kivimäki anholdt 8. september 2010 af PET og sigtet for spionage efter den milde spionageparagraf (§ 108 i Straffeloven). 12. april 2012 rejste anklagemyndigheden tiltale mod Kivimäki.
Timo Kivimäki havde flere gange mødtes med russiske diplomater, og blev anklaget for at have leveret sikkerhedspolitiske vurderinger og informationer, som kunne have interesse for den russiske efterretningstjeneste FSB. Derudover skulle han angiveligt have videregivet navne og informationer om personer i Danmark, som russerne kunne være interesserede i at rekruttere som agenter. Da han blev anholdt, befandt han sig i et tog, hvor han angiveligt var på vej til at overdrage oplysninger om en række studerende, som ville kunne hverves  som informanter eller agenter. En del af disse statskundskabsstuderende ville senere blive ansat i centraladministrationen og kunne derfor potentielt blive værdifulde agenter. Ifølge Politiken nåede Kivimäki frem til 2010 at holde omkring en snes møder med fire forskellige russiske ambassadefolk, der på lyssky mødesteder betalte ham nogle tusinde kroner i kontanter i små kuverter. 
Ifølge ham selv har kontakterne til den russiske ambassade udelukkende været af faglig karakter.
31. maj 2012 blev han ved Retten i Glostrup idømt fem måneders fængsel for spionage.